# Krańcowa stopa technicznej substytucji
Krańcowa stopa technicznej substytucji (ang. Mariginal Rate of Technical Substitution) – szczególny przypadek krańcowej stopy transformacji, dla technologii produkcji wytwarzającej tylko jedno dobro. Krańcowa stopa technicznej substytucji to dodatkowa ilość czynnika produkcji potrzebna do zrównoważenia krańcowego ubytku innego czynnika produkcji, tak by wielkość produkcji pozostała stała
{\displaystyle MRTS_{lk}={\frac {\partial f({\bar {z}})/\partial z_{l}}{\partial f({\bar {z}})/\partial z_{k}}},}
gdzie:
{\displaystyle f(.)} – funkcja produkcji,
{\displaystyle z} – wektor czynników produkcji.
W optimum produkcji krańcowa stopa technicznej substytucji czynnika l wobec czynnika k jest równa stosunkowi cen między tymi czynnikami.
Odpowiednikiem krańcowej stopy technicznej substytucji w teorii wyboru konsumenta jest krańcowa stopa substytucji.